# Bethlehem (banda)
Bethlehem es una banda alemana formada en 1991 por Jürgen Bartsch y Klaus Matton, considerada como creadora del género black/doom. También gracias a ellos se acuñó el término black metal depresivo gracias a su álbum S.U.i.Z.i.D. (1998), para describir la particularidad ultralenta y depresiva de su música.

## Historia
Desde niño, siempre soñé con la muerte. A veces los sueños son sobre mi propia muerte, a veces sobre amigos que yo conozco, a veces gente que nunca he conocido. Hace ocho años, llegué a casa para encontrar a mi novia estrangulada con ropa. Se colgó. Su lengua estaba colgando azul fuera de su boca. Ella estaba muerta y la única cosa que pude hacer fue cortar la ropa, bajarla y esperar los policías. Otra noche, un buen amigo mío decidió que quería probar la heroína. Pasamos un buen rato aspirando y fumando un poco de ella. Después de un rato yo me dormí. Cuando desperté el cuarto estaba lleno de policías. Mi amigo había muerto por sobredosis porque había decidido usar una aguja mientras yo dormía. Su cara lucía horrible -la cara de alguien que se había aterrorizado por la proximidad de la muerte. Frecuentemente veo su cara en mis sueños.
 Jürgen Bartsch, Bethlehem.

En 1990 Jürgen Bartsch (bajista) conoció a Klauss Matton (guitarra) quien en ese entonces tocaba en una banda alemana, Dark Tempest. La química era buena, ambos venían de una historia íntimamente ligada a la muerte y el suicidio: por una parte, Bartsch cargaba con la experiencia de un amigo fallecido por sobredosis y otro que se había suicidado, su tío y su novia se habían colgado hasta morir, el fantasma de la muerte lo acosaba hasta en sus pesadillas; por otra parte, el padre de Matton se había suicidado y su madre había muerto poco después de cáncer. Para ambos la oscuridad estaba íntimamente relacionada con la muerte: la sentían, la vivían, la esperaban con un temor que los enloquecía. En 1991 deciden formar una banda que mezclara su obsesión por el suicidio y el metal extremo que tocaban. Poco tiempo después conocen a Andreas Classen (vocalista) y a Steinhoff (batería) y forman, en septiembre de 1991, Bethlehem. Mientras que Andreas Classen buscaba un sonido más en la vena del black metal y death metal, Bartsch y Matton encontraban mayor identidad con el nuevo sonido de bandas como Tiamat, My Dying Bride y Paradise Lost que mezclaban diferentes sonidos y en esos momentos competían en la escena metalera europea mediante la nueva ola de doom metal. Como era de esperarse su primer Demo, que incluía en los teclados a Oliver Schmidt y que presenta en septiembre de 1992, Thy Pale Dominion, fue comparado por la escena subterránea alemana con el primer trabajo de la banda británica, Paradise Lost, Lost Paradise. Como la misma banda lo menciona en entrevistas, nunca pudieron entender como podían comparar a una banda emergente, subterránea y aún con sonidos burdos como lo era la incipiente Bethlehem, con una banda de la magnitud de Paradise Lost. Pronto lograrían fusionar black metal y death metal de Classen con la obsesión oscura y necrológica de Matton y Bartsch, que buscaba ambientes depresivos y melancólicos y las letras hablaban de desesperación, suicidio y muerte., para iniciarse dentro de la escena metalera subterránea de Europa.

## En la vena del Black/doom
Su primer L.P., Dark metal, ve la luz en 1994, bajo la disquera independiente Adipocere, atormentado por la creciente ola de black metal y doom metal en Europa. Se trata de 10 canciones con reminiscencias de black metal, canciones que aluden al sufrimiento, la muerte, el suicidio y la desperación y con vocales guturales y poemas recitados. Canciones como "Second Coming" y "Vargtimmen" son muestras claras del camino que habría de tomar la banda, cargado de una fuerte atmósfera depresiva aunque aún con mayor predominio del death/doom que del black metal ultralento que posteriormente les caracterizaría. Si bien este disco es pobremente recibido en la escena metalera europea en sus inicios por lo particular de su estilo y las pautas que seguían y contradecían la escena imperante, además de que les otorga un lugar privilegiado a lado de bandas del nivel de Paradise Lost, Katatonia y My Dying Bride. Al poco tiempo Andreas Classen es expulsado de la banda argumentando que estaba llevando el arte oscuro (depresivo y suicida) de la banda a su vida privada e integran a Rainer Landfermann para producir su segundo disco completo Dictius Te Necarus (Mátate, en español) ya bajo la famosa disquera Red Stream. Bajo la voz de Rainer Landfermann la banda adquiere un estilo black metal mucho más sofisticado además de que la producción del disco es impecable poniéndola a la par de las grandes producciones del metal extremo europeo. Se trata de un disco potente, oscuro, que se logra introducir en el celoso círculo de black metal gracias a la poderosa y sufrida voz de Landfermann considerada por algunos críticos tan impresionante como la de Varg Vikernes de Burzum. Dorn meiner Allmacht o Tagebuch einer Totgeburt son canciones claves del black/doom, con ambientes depresivos, momentos atmosféricos que se intercalan con cantos al puro estilo del black metal nórdico y que consiguen por momentos igualar la lentitud del funeral doom. Disco de culto del Black/doom es quizá su producción más entrelazada con el movimiento del doom metal y sin duda modelo de bandas como Forgotten Tomb, Deinonychus, Abyssic Hate y Make a Change... Kill Yourself. A esta excelente producción le seguiría otra joya del black/doom y emblema de una nueva generación de bandas de black metal depresivo: Sardonischer Untergang im Zeichen irreligiöser Darbietung.

## Suicidal black metal
Con la llegada de Sardonischer Untergang im Zeichen irreligiöser Darbietung que sería conocido en el mundo del metal como S.U.i.Z.i.D. se dan grandes cambios en la banda. Por razones no manifestadas el vocalista Rainer Landfermann abandona Bethlehem y pronto por razones personales y profesionales Steinhoff también abandonaría la banda para formar un sonido más inmerso en el metal gótico, Scarabaüs. El cambio suponía para muchos el fin de la banda, pero Matton y Bartsch demostrarían que sólo era el inició de la leyenda. Para cuando Dictius Te Necare salió al mercado numerosos cambios ocurrían en la escena metalera europea y mundial: el black metal se volvía el estilo dominante en Europa, la segunda ola del doom metal reclamaba aquello que el death metal había acaparado por varios años y nuevas bandas que mezclaban sonidos diversos comenzaban a sonar por el mundo fusionando sonidos tan diversos como el metal sinfónico, el death metal, el black metal o el Industrial metal. Se comenzaba a hablar de un nuevo movimiento que mezclaba estos sonidos y creaba un sonido progresivo y una banda protagonista de ese movimiento era Bethlehem, quien sin lugar a dudas la que, al igual que Venom había hecho con su disco Black Metal y Candlemass con Epicus doomicus metallicus. Si bien S.U.i.Z.i.D. no tiene el sentimiento desgarrado de las vocales de Landfermann, sus sustitutos, Marco Kehren (de Deinonychus) y Cathrin Campen, defienden bastante bien la vena de black metal de la banda alemana además de que el nuevo bajista Marcus Losen mantenía una la fuerte influencia del metal americano de su banda Paragon Belial dándole al sonido de la banda más poder y dinamismo. S.U.i.Z.i.D. es un disco que incorpora la vanguardia del movimiento progresivo del Melodic black metal con el sonido de las nuevas bandas de metal progresivo como Moonspell o Therion (con la incorporación de elementos electrónicos y voces femeninas) pero sin abandonar su vena black metal. Nueve canciones, todas en idioma alemán, componen está producción que a la postre lideraría el sonido de black metal melódico ultralento conocido como Suicidal black metal.
Ya en S.U.i.Z.i.D. se perfilaba el nuevo camino que habría de tomar la banda liderada por Matton y Bartsch. Al igual que bandas como Paradise Lost, Katatonia, Cradle of Filth, Tiamat, Dark Tranquillity o Dimmu Borgir abandonaban el sonido que originalmente habían creado para incorporar elementos atmosféricos, electrónicos y góticos en su música, las composiciones posteriores a Sardonischer Untergang im Zeichen irreligiöser Darbietung se caracterizarían por una experimentación continua en el sonido cada vez alejándose más de la escena black metal para incorporar elementos electrónicos, electro acústicos, melódicos y sinfónicos en su música. Bethlehem dice tocar "dark metal", entendiéndose con esto el de la lírica que ellos acuñaron con su primer disco y la incorporación de elementos acústicos alejados del heavy metal convencional. Kehren regresó a su banda Deinonychus y continúan con Campen; se incorporan sintetizadores, voces claras propias del industrial metal y el Neue Deutsche Härte (New Dutsch Hard, New Hard Alemán) muy en la vena de Samael, Rammstein o Lacrimosa. Su cuarto L.P. Reflektionen aufs Sterben incluye algunas canciones del disco Dark Metal y, si bien continua en la vena del black/doom, ya se alcanzan a percibir en canciones como Gestern starb ich schon heute la experimentación más adentrada al metal progresivo, ritmos mucho más veloces que en sus previas producciones y voces que recitan las letras de Bartsch intercalados en francos momentos de balada, requintos agudos excelentes en la vena del metal progresivo de Dream Theater. En su quinto L.P., Schatten aus der Alexander Welt, desaparece el pentagrama invertido en su nombre para aparecer únicamente Bethlehem en la portada, canciones como Somnambulismus in Maschinenzimmer 30 son cantos tipo gregoriano con voces claras ya inmersas en el Neue Deutsche Härte.

## Bethlehem hasta Mein Weg
Klaus Matton abandona la banda poco después de su disco Profane Fetmilch Lenzt Elf Krank (2000) para formar Bschied2, una banda experimental de rock progresivo. La última producción de Bethlehem, Mein Weg (2004), bajo la protección de Red Stream fue recibido por las críticas como un disco de "metal", en donde se percibe, a decir de la revista The Metal Observer, el fantasma de Frank Sinatra intercalado con voces guturales. Se trata de un disco francamente en el Neue Deutsche Härte de Rammstein, de excelente calidad sonora, pero definitivamente muy alejado de aquel Dictius Te Necare que vio la luz en 1996. Aquella pesadez, oscuridad y sendero depresivo que una vez nutrió el sonido de Matton y Bartsch, después de varios años de carrera por fin se diluyó en el sonido de un Bethlehem apaciguado y en paz. 
En una ocasión Bartsch declaró que formó Bethlehem para sublimar su obsesión por la muerte y el suicidio; tal pareciera que Bethlehem logró hacer que sus dos creadores por fin encontraran la paz que buscaban. 
Bethlehem lanzó, remezclado, remasterizado y parcialmente re-regrabado, una nueva versión de Sardonischer Untergang im Zeichen irreligiöser Darbietung en 2008, como aniversario número 10 de este recordado disco, ofreciendo a Marquis en las vocales. Parte del contenido de este disco, se puede encontrar en el Myspace de la banda.

## Bethlehem 2008 - 2009
Bartsch en el 2008 hace el anuncio We have come for your children...(Hemos regresado por tus hijos...), re-editando algunas canciones de ese Bethlehem desgarrador del ayer, así es como surgen algunos trabajos como un par de Splits, un LP Edición Limitada de "Dictius Te Necare" y un remake nombrado A sacrificial offering to the kingdom of Heaven in a cracked dog's ear, donde se involucran ahora las voces desgarradoras de Niklas Kvarforth (fundador de la banda Shining).
Para los nuevos trabajos de Bethlehem se comienza a reclutar personal, Bartch deja a Niklas Kvarforth como vocalista principal, Olaf Eckhardt en la guitarra principal, y en mayo del 2009 hace el anuncio oficial presentando a Reuben Jordan en la segunda guitarra, Steve Wolz en la batería y Jürgen en el bajo.
Con esta nueva alineación, Bartsch pretende continuar material nuevo de Bethlehem, resucitar aquellas canciones que llevan a un Trance de Suicidio, aunque dentro del remake en el que se trabajó este año, la contraportada contiene la frase: "Time To Say Goodbye Party People..."

## Discografía

### Discos completos y sencillos
- 2019 - Lebe Dich Leer - Album.
- 2016 - Bethlehem - Album.
- 2010 - Stönkfitzchen - EP.
- 2009 - LP - Dictius Te Necare - [re-release (limited edition)Ostra, France].
- 2009 - A sacrificial offering to the kingdom of Heaven in a cracked dog's ear.
- 2008 - Sardonischer Untergang im Zeichen irreligiöser Darbietung (remezclado, remasterizado y re-regrabado).
- 2004 - Alles Tot - EP.
- 2004 - Mein Weg - Red Stream Inc.
- 2003 - Suicide Radio - Red Stream Inc.
- Schatten aus der Alexander Welt (2001)
- Schatten aus der Alexander Welt (Version americana) (2001, Red Stream Inc)
- Profane Fetmilch Lenzt Elf Krank (7"-Single) (2000)
- Reflektionen aufs Sterben (1998, Red Stream Inc)
- Sardonischer Untergang im Zeichen irreligiöser Darbietung (1998, Red Stream Inc)
- Dictius Te Necare (1996, Red Stream Inc)
- Dark metal (1994, Red Stream Inc)
- Thy Pale Dominion (7"-Single) (1993)

### Otras producciones y colaboraciones
- 7" Split - Suizidal Ovipare Todessehnsucht (Bethlehem/Benighted in Sodom) (2009) [Obscure-Abhorrence, Germany]
- 7" Split - Gestern starb ich schon heute (Bethlehem/Joyless) (2009) [VÁN, Germany]
- Various Artists [Red Stream] - To Live Is Ever To Be In Danger (1999)
- Gummo [Soundtrack] (1998)

## Miembros

### Miembros actuales
- Jürgen Bartsch: Bajo
- ONIELAR: Voz
- Olaf Eckhardt: Guitarra eléctrica
- Reuben Jordan: Guitarra eléctrica
- Torturer: Batería

### HastaMein Weg
- Jürgen Bartsch: Bajo, Electrónica, Sintetizadores (Mein Weg)
- Steve Wolz: Batería (Profane Fetmilch Lenzt Elf Krank, Schatten aus der Alexanderwelt, Mein Weg);
- Olaf Eckhardt: Guitarra eléctrica (Schatten aus der Alexanderwelt, Mein Weg)
- Andreas Tekath: Piano y sintetizadores (en Mein Weg)

### Miembros pasados y colaboradores
- Guido Meyer de Voltaire: Vocales (Schatten aus der Alexanderwelt, Mein Weg)
- Reiner Tiedemann: Teclados (Schatten aus der Alexanderwelt), Remixes (Suicide Radio)
- Klaus Matton: Guitarras eléctricas (hasta Profane Fetmilch Lenzt Elf Krank)
- Marco Kehren: Vocales (en S.U.I.Z.I.D.; Reflektionen aufs Sterben)
- Markus Lossen: Batería (en S.U.I.Z.I.D.; Reflektionen aufs Sterben)
- Cathrin Campen: Vocales (en S.U.I.Z.I.D.; Reflektionen aufs Sterben)
- Rainer Landfermann: Vocales(en Dictius Te Necare; Alles Tot)
- Steinhoff: Batería (Hasta Dictius Te Necare)
- Andreas Classen: Vocales (Hasta Dark metal)
- Oliver Schmidt: Teclados (en Thy Pale Dominion)
- Bianca de Lorine: 2nd Guitarra (Solo en 1992)